# Château de Beaufort (Goudet)
Pour les articles homonymes, voir Château de Beaufort.
Le château de Beaufort  est un château fort en ruines  complétée d'une habitation situé à Goudet dans la Haute-Loire, en Auvergne-Rhône-Alpes. En descendant le cours du fleuve Loire, il est le deuxième château rencontré, après celui d'Arlempdes[réf. nécessaire].

## Histoire
Ce château fut construit vers 1200. Il a été plusieurs fois assiégé, notamment par les Anglais pendant la guerre de Cent Ans. Il a eu une grande importance militaire à cette époque et durant les guerres de Religion. Propriété des anciens seigneurs de Beaufort, il se situe sur les bords de la Loire et du ruisseau de la Fouragette. Il se dresse sur un piton rocheux commandant les quatre vallées. Ainsi, toutes les avenues de Goudet étaient sous sa maîtrise.
Au château de plan carré avec logis sur le côté sud de la cour, Antoine de la Tour ajoute, au XVIe siècle, une grosse tour en fer à cheval à l'angle sud-ouest, une tour à l'angle nord-ouest, une fausse braie avec tour d'angle. La tour était renforcée intérieurement par un mur de doublure et percée d'archères et de canonnières.
Aujourd’hui appelé château de Goudet, cette bâtisse fut appelée le château de Beaufort jusqu'à la Révolution.
Une dame de Beaufort habite encore au XVIIIe siècle cette demeure devenue ruine au début du XIXe siècle.

## Description
La forteresse est protégée par un mur d'enceinte en partie reconstruit au XVe siècle. À l'intérieur de l'enceinte, ne dressent vers le ciel que quelques murailles en porte éboulées laissant toutefois apparaître en partie le plan de l’édifice. Au nord-est, restes d'une salle voûtée et d'une cheminée. Là encore, tout comme de celles de l’église du monastère, les ruines du château proviennent non pas de la fureur révolutionnaire avide de destruction mais par la cupidité des habitants désireux de profiter des matériaux, pierres de taille de préférence, pour de nouvelles constructions. On peut y voir encore une citerne que l’ignorance a qualifié du nom d’oubliettes.
De 2000 à 2005, les ateliers de Chanteloube ont profité de la consolidation des parties existantes pour mettre en place un site permanent sur la construction médiévale, avec un atelier fresque, un atelier taille de pierre, un atelier ébénisterie et un atelier maçonnerie avec la grue médiévale appelée cage à écureuil. Quelques ateliers non permanents avaient également lieu.
Depuis 2008, le site est une propriété privée. Il est ouvert au public selon un calendrier mis à jour chaque année.